# フェルマー (小惑星)
フェルマー（英語：12007 Fermat）は、小惑星帯にある小惑星である。パオロ・G・コンバがアリゾナ州のプレスコットで発見した。
フランスの数学者、ピエール・ド・フェルマーに因んで命名された。